# (327) Columbia
(327) Columbia – planetoida z grupy pasa głównego asteroid okrążająca Słońce w ciągu 4 lat i 229 dni w średniej odległości 2,78 j.a. Została odkryta 22 marca 1892 roku w Observatoire de Nice w Nicei przez Auguste Charloisa. Nazwa planetoidy została nadana na cześć Krzysztofa Kolumba.